# Olivier Beer
Olivier Beer (Lausana, 18 d'octubre de 1990) és un ciclista suís especialista en la pista.

## Palmarès en pista
- 2011
  -  Campió de Suïssa en Persecució per equips
- 2012
  -  Campió de Suïssa en Quilòmetre
  -  Campió de Suïssa en Scratch
  -  Campió de Suïssa en Persecució per equips
- 2013
  -  Campió de Suïssa en Quilòmetre
  -  Campió de Suïssa en Madison (amb Claudio Imhof)
- 2014
  -  Campió de Suïssa en Quilòmetre
  -  Campió de Suïssa en Puntuació
  -  Campió de Suïssa en Persecució per equips

## Palmarès en ruta
- 2013
  - Vencedor d'una etapa del Tour del Jura